# 比特利斯

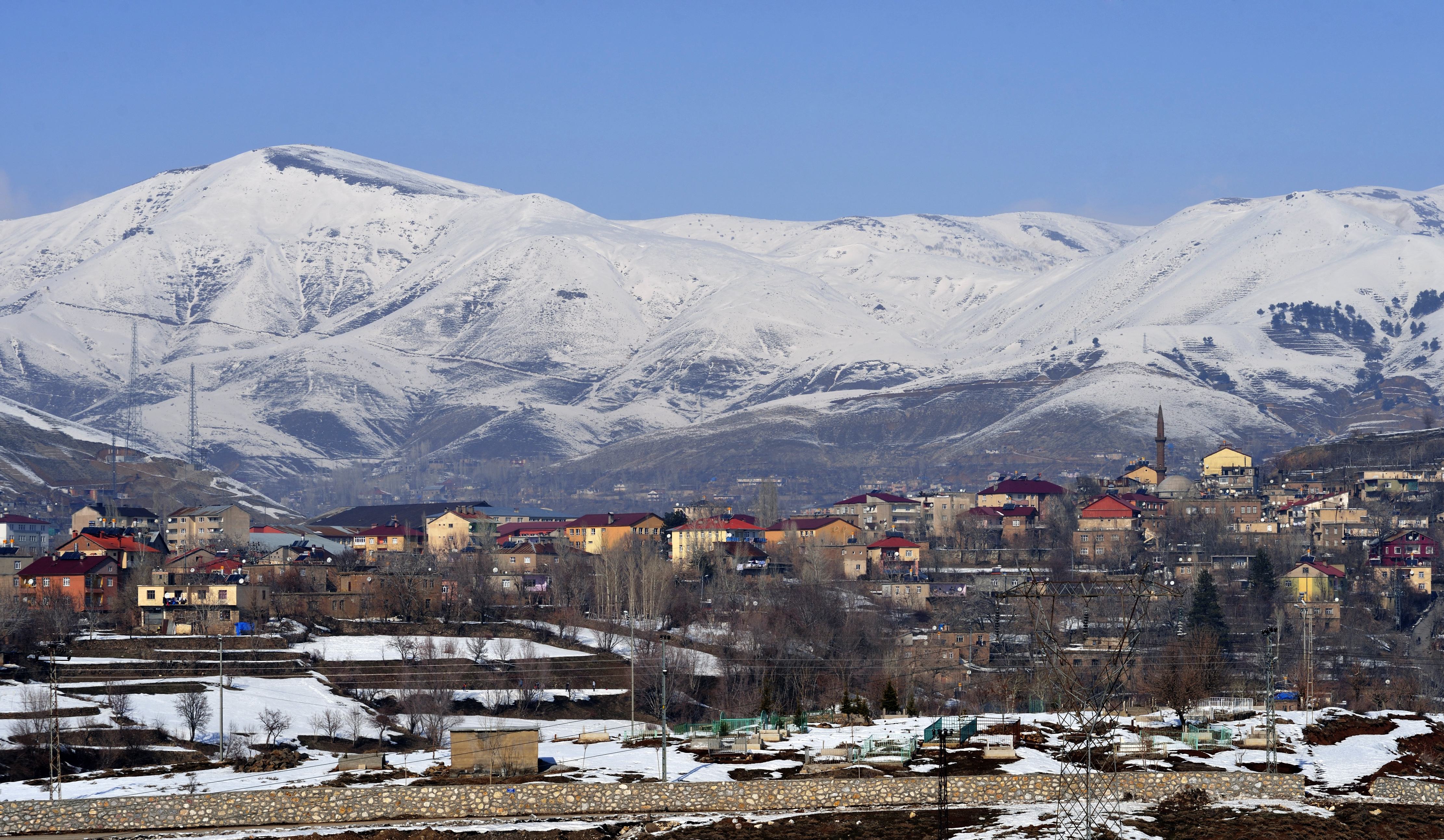
比特利斯

比特利斯（Bitlis）是土耳其的城市，也是比特利斯省的首府，位於該國東南部，海拔高度1,400米，受大陸性氣候影響，每年平均降雨量1,222毫米，主要經濟活動有農業，2010年人口43,109。

## 外部連結
- BitlisHaber13 （页面存档备份，存于）
- Governor's Office （页面存档备份，存于）
- Hizan
- Bitlis Haber （页面存档备份，存于）
- BitlisNews （页面存档备份，存于）
- Pictures of the town by private photographer （页面存档备份，存于）
- All about Bitlis
- Bitlis Article （页面存档备份，存于） on Armeniapedia.org. Bitlis' Armenian history, map and information.

38°24′N 42°07′E / 38.400°N 42.117°E